# NGC 5849
NGC 5849 est une galaxie lenticulaire située dans la constellation de la Balance. Sa vitesse par rapport au fond diffus cosmologique est de 7 347 ± 36 km/s, ce qui correspond à une distance de Hubble de 108,4 ± 7,6 Mpc (∼354 millions d'al). NGC 5849 a été découverte par l'astronome américain Francis Leavenworth en 1886.
Selon la base de données Simbad, NGC 5849 est une galaxie LINER, c'est-à-dire une galaxie dont le noyau présente un spectre d'émission caractérisé par de larges raies d'atomes faiblement ionisés.
À ce jour, une mesure non basée sur le décalage vers le rouge (redshift) donne une distance d'environ 129,000 Mpc (∼421 millions d'al). Cette valeur est légèrement à l'extérieur des valeurs de la distance de Hubble. Notons cependant que c'est avec la valeur moyenne des mesures indépendantes, lorsqu'elles existent, que la base de données NASA/IPAC calcule le diamètre d'une galaxie et qu'en conséquence le diamètre de NGC 5849 pourrait être d'environ 25,2 kpc (∼82 200 al) si on utilisait la distance de Hubble pour le calculer.